# الفرما
الفَرَما (‎[pirimuu:n]‏ Ⲡⲉⲣⲉⲙⲟⲩⲛ تعني بيت آمون بالقبطية) إحدى المدن الثلاث لمنطقة بورسعيد القديمة طبقًا للحدود الإدارية لها، حيث توجد مدينة الطينة شرقًا، وكذلك مدينة تنيس. وكانت الفرما تسمى «بيلوز» ووصل عدد سكانها إلى مائة ألف نسمة؛ وقد ذكرت في التوراة باسم «سين» ومعناها قوة مصر، وهي أعظم مدن هذه المنطقة خلال فترة حكم الأسر في العصر الفرعوني. وتؤكد البرديات الفرعونية على أن (ست) قد قتل أخاه أوزوريس في هذه المنطقة. وعرفت الفرما في العصرالمسيحي باسم (برما أو «برمون» وتعني «بيت آمون»). وفي العصر العربي الإسلامي أصبح اسمها الفرما ومكانها اليوم تل الفرما تبعد عن شرق بورسعيد بنحو 30 كيلو متر. وتكتسب الفرما أهمية تاريخية كبيرة، حيث فتحها الإسكندر الأكبر من دون قتال قبل دخوله مصر، كما بها قبر «جالينوس». ويعتقد أن بها مجمع البحرين الذي ذكره القرآن الكريم في سورة الرحمن: (مرج البحرين يلتقيان بينهما برزخ لا يبغيان).
كانت مدينة الفرما مفتاح مصر الشرقي، إذ كانت تشرف على الطريق القادم من الصحراء، وتملك ناصية البحر. وكان بها ميناء عظيم يطل على الفرع البيلوزي من النيل، لتتوسط بذلك طريق الغزو المشهور القادم من الصحراء أو من ناحية الشرق ومن البحر شمالا، وهو طريق رفح – العريش – الفرما – القرين- العباسة – بلبيس – عين شمس – بابليون. كانت حصن منف الأمامي على طريق القوافل. وكان الفينيقيون يدخلون مصر بمراكبهم من هذا الطريق الذي شهد تسرب الهكسوس لمصر. وقد أقام الهكسوس مدينة ملاصقة لها اسمها «جات أورات» وبنوا عليها القلاع العظيمة والحصون ووضعوا بها حامية قدرها مائتا ألف جندي. وقد اجتاح الفرس مدينة الفرما عام 616، وحطموا كنائسها وأديرتها. وفي عام 640 استطاع عمرو بن العاص بعد حصار دام ما يقرب من الشهرين أن يفتح الفرما، وقد روى المقريزي أن قبط الفرما قد ساعدوا المسلمين أثناء الحصار، ومن الفرما بدأ الفتح الإسلامي لكل مصر.
قام (بلدوين الأول) ملك بيت المقدس بتدمير المدينة أثناء الحروب الصليبية، وكان ذلك عام 1118 ميلادية. وهكذا اختفت الفرما نهائيًا، ولم يبق منها إلا بعض آثارها فقط لتذكر الناس بالمدينة التي شهدت كافة المعارك المصرية مع الآشوريين والفرس، وكان لرجالها دور كبير ضد جيوش كسرى والصليبيين والمماليك والأتراك.
جاء في لسان العرب في باب سكندر: